# Parque Nacional do Pico da Neblina
Parque Nacional do Pico da Neblina är en nationalpark i Brasilien.   Den ligger i delstaten Amazonas, i den nordvästra delen av landet, 2 600 km nordväst om huvudstaden Brasília. Parque Nacional do Pico da Neblina ligger 97 meter över havet.
Terrängen runt Parque Nacional do Pico da Neblina är platt. Trakten runt Parque Nacional do Pico da Neblina är nära nog obefolkad, med mindre än två invånare per kvadratkilometer.. Det finns inga samhällen i närheten.
I omgivningarna runt Parque Nacional do Pico da Neblina växer i huvudsak städsegrön lövskog. Tropiskt regnskogsklimat råder i trakten. Årsmedeltemperaturen i trakten är 23 °C. Den varmaste månaden är oktober, då medeltemperaturen är 24 °C, och den kallaste är juli, med 22 °C. Genomsnittlig årsnederbörd är 2 759 millimeter. Den regnigaste månaden är februari, med i genomsnitt 383 mm nederbörd, och den torraste är december, med 151 mm nederbörd.